# 哆啦A夢PLUS
《多啦A夢PLUS》是日本漫畫家藤子·F·不二雄的漫畫作品《哆啦A夢》的單行本。收錄小學館瓢蟲漫畫已發行的《哆啦A夢》45卷中未收錄的作品。

## 概要
小學館《哆啦A夢》漫畫單行本全45卷是由藤子·F·不二雄所親自選定。1996年9月藤子·F·不二雄過世後，46卷以後的出版預定即取消，但瓢蟲漫畫仍有大量未收錄的作品，以及只收錄於「哆啦A夢彩色作品集」（ドラえもんカラー作品集）或「藤子不二雄園地」（藤子不二雄ランド）的作品，若不收錄，此後將成絕版。
鑑於各界呼聲不斷，使從45卷出版後歷經9年瓢蟲漫畫再度進行出版哆啦A夢新刊的工作；但名稱既非「瓢蟲漫畫46卷」也非藤子·F·不二雄選集，標題改為「哆啦A夢Plus」，自2005年起一年內販售5卷。這些故事本來在2004年至2005年間出版的官方雜誌《ぼく、ドラえもん》（《我、多啦A夢》）每期以附錄形式刊載。PLUS系列一共收錄了105話的作品。然而，本系列出版後仍有超過100話作品未獲收錄。原先《哆啦A夢》單行本封面上的標記採用藍色為底，為了顯示不同系列的區別，《哆啦A夢Plus》改用紅色作為標記底色。
不過，由於日本小學館在2009年起發行了《藤子·F·不二雄大全集》的關係，由原作者執筆的故事亦得以全數刊出（其中《多啦A夢》含20卷）。後來，小學館為紀念《多啦A夢》單行本／「瓢蟲漫畫單行本」系列發行40週年，又從大全集中精選了若干故事推出成《多啦A夢PLUS》第6卷，這亦是PLUS第6卷和第5卷之間相隔了8年的緣故。
直到2023年，日本為紀念藤子·F·不二雄誕生90週年而出版《多啦A夢PLUS》第7卷，造成PLUS第7卷和第6卷之間相隔了9年。

## 出版書籍
| 卷數 | 小學館        | 小學館                 | 文化傳信         | 文化傳信               | 青文出版社     | 青文出版社             |
| 卷數 | 發售日期      | ISBN                   | 發售日期（初版） | ISBN / EAN             | 發售日期       | ISBN / EAN             |
| ---- | ------------- | ---------------------- | ---------------- | ---------------------- | -------------- | ---------------------- |
| 1    | 2005年4月25日 | ISBN 4-09-143301-4     | 2005年4月        | ISBN 962-8895-64-8     | 2005年5月6日   | ISBN 978-986-156-154-7 |
| 2    | 2005年7月20日 | ISBN 4-09-143302-2     | 2005年7月        | ISBN 962-8896-59-8     | 2005年9月15日  | ISBN 978-986-156-258-2 |
| 3    | 2005年9月3日  | ISBN 4-09-143303-0     | 2005年10月       | ISBN 962-8896-90-3     | 2005年10月24日 | ISBN 978-986-156-350-3 |
| 4    | 2005年12月1日 | ISBN 4-09-143304-9     | 2005年12月       | ISBN 962-8925-55-5     | 2006年3月7日   | ISBN 978-986-156-482-1 |
| 5    | 2006年2月28日 | ISBN 4-09-143305-7     | 2006年3月        | ISBN 962-8926-31-4     | 2006年5月17日  | ISBN 978-986-156-569-9 |
| 6    | 2014年12月6日 | ISBN 4-09-141838-4     | 2015年3月        | ISBN 978-988-8318-59-9 | 2015年12月23日 | EAN 471-8016-01592-0   |
| 7    | 2023年12月1日 | ISBN 978-409-143-685-6 | 2024年12月       |                        | 2024年10月     |                        |

## 外部連結
- （日語）ドラえもんチャンネル
- （繁體中文）哆啦A夢歡樂世界（臺灣官網）